# Elezioni parlamentari in Corea del Sud del 1950
Le elezioni parlamentari in Corea del Sud del 1950 si tennero il 30 maggio. Le elezioni furono vinte dal Partito Democratico Nazionalista e dal Partito Nazionalista di Corea, che ottennero entrambi 24 seggi. L'affluenza fu del 91,9%.

## Contesto
In seguito alle elezioni dell'Assemblea costituente, il 17 luglio la prima Assemblea nazionale aveva promulgato una Costituzione che istituiva un sistema con un presidente forte, che era eletto direttamente dall'Assemblea nazionale. Sebbene originariamente fosse stato proposto un governo di tipo ministeriale, l'opposizione di numerosi politici in cerca di potere ne aveva impedito l'attuazione a favore di un governo presidenziale. Pertanto, i partiti politici di estrema destra nazionalisti, anticomunisti e filoamericani erano riusciti ad avere la meglio. Il 28 luglio del 1948 Syngman Rhee era stato eletto presidente, riuscendo a battere Kim Gu, e da allora aveva instaurato un governo di tipo autoritario. Con la creazione del governo di Rhee, anche la sovranità de iure era passata al nuovo governo. Il 15 agosto 1948 era stata formalmente istituita la Repubblica di Corea, mentre il 9 settembre 1948 era stata istituita sotto Kim Il-Sung la Repubblica Democratica Popolare di Corea.
Il 12 dicembre 1948, con la risoluzione 195 nella terza Assemblea generale, le Nazioni Unite avevano riconosciuto la Repubblica di Corea come l'unico governo legale della Corea.
Nel periodo 1945-1950 gli Stati Uniti e le autorità sudcoreane avevano realizzato una riforma terriera che includeva l'istituzione della proprietà privata. Avevano confiscato e ridistribuito tutta la terra detenuta dal governo coloniale, dalle società e dai singoli coloni giapponesi durante l'occupazione. Il governo coreano aveva realizzato una riforma per la quale i coreani con grandi possedimenti fondiari erano stati obbligati a spogliarsi della maggior parte della loro terra. In tal modo, era stata creata una nuova classe di proprietari familiari e indipendenti.
Il governo autoritario nazionalista di Syngman Rhee aveva continuato molte delle pratiche del governo militare statunitense, tra cui la repressione brutale dell'attività dei movimenti di sinistra. Il governo Rhee aveva proseguito la severa azione militare contro la rivolta di Jeju ed aveva soffocato nel sangue le rivolte militari a Suncheon e Yeosu, che erano state provocate dal rifiuto delle truppe di ubbidire agli ordini di partire per Jeju e partecipare al giro di vite.
Rhee aveva cercato di schierare saldamente il suo governo con gli Stati Uniti e contro sia la Corea del Nord sia il Giappone. Quella della prima repubblica di Corea, prima e dopo la guerra di Corea, fu una politica di "unificazione mediante la forza". Anche se i erano stati alcuni colloqui tesi alla normalizzazione dei rapporti con il Giappone, essi avevano avuto scarsi risultati. Nel frattempo il governo aveva incassato grosse somme di aiuti dagli statunitensi, in importi talora quasi equivalenti all'intero bilancio nazionale.
Le elezioni parlamentari del 1950, come sancito dalla nuova costituzione, avvennero alla scadenza naturale della prima legislatura, ossia a due anni dalle elezioni dell'Assemblea costituente, in un clima di tensione, quando ormai Rhee aveva perso gran parte del consenso popolare in seguito ai vari massacri contro le forze di opposizione. A ciò si aggiungeva una perdita del consenso interno al partito. Infatti, Rhee era sostenuto dal Partito Democratico di Corea, ma aveva trascurato di inserirne alcuni dei membri nel suo gabinetto. Per ritorsione, i membri del partito esclusi dal governo avevano formato un nuovo partito di opposizione, il Partito Nazionalista Democratico, e avevano cominciato a perorare un sistema di governo che sottraesse potere al presidente. Questo aveva portato la fazione di Rhee a raggrupparsi nel Partito Nazionalista, che sarebbe divenuto in seguito il Jayudang e sarebbe rimasto la base politica di Rhee per tutta al durata della sua amministrazione.

## Risultati
| Partito Democratico Nazionalista                      | 683 910   | 9,79  | 24  |  |  |  |
| Partito Nazionalista di Corea                         | 677 173   | 9,69  | 24  |  |  |  |
| Associazione Nazionale                                | 473 153   | 6,77  | 14  |  |  |  |
| Partito della Gioventù di Corea                       | 227 539   | 3,26  | 10  |  |  |  |
| Federazione sindacale coreana                         | 117 939   | 1,69  | 3   |  |  |  |
| Partito Socialista                                    | 89 413    | 1,28  | 2   |  |  |  |
| Ilmin Club                                            | 71 239    | 1,02  | 3   |  |  |  |
| Partito dei Lavoratori per l'Indipendenza della Corea | 45 813    | 0,66  | –   |  |  |  |
| Federazione Nazionale per l'Indipendenza              | 33 464    | 0,48  | 1   |  |  |  |
| Partito per l'Indipendenza della Corea                | 17 745    | 0,25  | –   |  |  |  |
| Altri                                                 | 152 365   | 2,18  | 3   |  |  |  |
| Indipendenti                                          | 4 397 287 | 62,93 | 126 |  |  |  |
| Totale                                                | 6 987 040 | 100   | 210 |  |  |  |
|                                                       |           |       |     |  |  |  |
| Voti non validi                                       | 765 036   | 9,87  |     |  |  |  |
| Votanti                                               | 7 752 076 | 91,91 |     |  |  |  |
| Elettori                                              | 8 434 737 |       |     |  |  |  |

## Conseguenze del voto
In seguito alle elezioni, il segretario del Partito Nazionalista Democratico di Corea, nonché capo dell'opposizione Shin Ik-hee fu riconfermato come primo ministro della Corea del Sud.
Il 25 giugno 1950 le forze nordcoreane, in seguito ad alcune provocazioni statunitensi sul confine, avrebbero invaso la Corea del Sud, dando inizio alla guerra di Corea.